# NGC 7527
NGC 7527 је елиптична галаксија у сазвежђу Пегаз која се налази на NGC листи објеката дубоког неба.
Деклинација објекта је + 24° 54' 10" а ректасцензија 23h 13m 41,7s. Привидна величина (магнитуда) објекта NGC 7527 износи 13,5 а фотографска магнитуда 14,5. NGC 7527 је још познат и под ознакама UGC 12428, MCG 4-54-31, CGCG 475-45, NPM1G +24.0528, PGC 70728.